# História do turfe no Rio de Janeiro
A história do turfe no Rio de Janeiro começou no século XIX com notícia das primeiras corridas de cavalo  no Rio de Janeiro ligadas ao negociante inglês James Monley e Clots em 1825. Mas em termos de sociedade turfística ocorre , apenas em 6 de março de 1847,  a fundação do Clube de Corridas, que teve como primeiro presidente Luís Alves de Lima e Silva, o Conde de Caxias. Sua primeira reunião foi no dia 1º de novembro de 1850 no chamado Prado Fluminense , no bairro São Francisco Xavier. Durou três anos e fechou. A área do Prado Fluminense foi arrendada pelo empresário Major Suckow  : os portões do Prado Fluminense reabriram em 1854 para corridas . Inicialmente o Major Suckow fazia as corridas por sua conta e pagava Rs400$000 ao Jockey Club Fluminense. Em 1868 um novo grupo liderado pelo Dr. Costa Ferraz e pelo Conde Hersberg fez ressurgir o Jockey Club, sendo refundado o novo Jockey Club com corridas no mesmo prado fluminense em 16 de julho de 1868.
Mais tarde o engenheiro Dr. Paulo de Frontin , por desentendimentos, saiu para organizar em 1884 outra entidade, o Derby Club, adquirindo área da Baronesa de Itamaraty, contígua a residência do Duque Saxe-Gota (primo do Conde D'Eu) que também foi comprada para ser a  sede do clube. O Prado do Itamaraty localizava-se em área que hoje é ocupada pelo Estádio do Maracanã.. O Dr Paulo de Frontin foi o fundador e  primeiro presidente.do Derby Club.
Nas diretorias dos primeiros clubes de corridas, é possível perceber a presença de políticos, negociantes influentes (brasileiros ou não) e da nobreza nacional, seguida, logo depois, dos primeiros empresários brasileiros. Por exemplo, há os nomes de James Monley e Clots (negociante inglês ligado às primeiras corridas, em 1825), do General Conde de Caxias (um dos organizadores das importantes corridas de 1849), de João Pereira Darrigue de Faro, 2o Barão do Rio Bonito e presidente da Província do Rio de Janeiro; e do Major Suckow (João Guilherme Suckow).
Os Hipódromos mais nobres eram o Prado Fluminense ,(Engenho Novo ) , do Jockey Club com uma pista de 1609 metros; e Prado Itamaraty,  (Maracanã) , do Derby Club  . O Jockey Club, que realizava sua programação no Prado Fluminense, agregava em suas diretorias quadros da aristocracia tradicional enquanto o Derby Club, abrigava quadros de "novos ricos" e emergentes reunidos no Prado Itamaraty, que tinha uma pista de 1450 metros. Mas havia outros, como o Prado do Turf Club e o Hippodromo Nacional além de locais de corridas mais populares, como o Prado Guarany, em São Cristovão . A crise econômica de 1893 fez sucumbir o Hippodromo Nacional e o Turf Club.
Em 1870 é criado o primeiro stud book no Brasil , apenas para cavalos nascidos no país. Em 1873 há o primeiro páreo destinado à raça  puro-sangue inglês no Brasil. Em 1875 surgem os pareos denominados Grandes Prêmios.  O primeiro Grande Premio que chamou a atenção foi o Grande Premio Cruzeiro do Sul , disputado no Jockey Club a partir de 1883 , com similitudes ao ao Derby de Epson . O Derby Club passou a apresentar o Grande Premio internacional Rio De Janeiro, em 1885 . Em 1903 o Jockey Club inicia os páreos chamados Clássicos. Em 1905 foi editado o primeiro anuário do Jockey Club do Rio de Janeiro. Em 1909 regulamentou-se o primeiro Stud Book no Rio de Janeiro admitindo nacionais , estrangeiros e mestiços a partir de 3/4.
Em torno da década de 1910 o Jockey Club começou a construir a ideia de um novo hipódromo sobre o aterro ao lado do Jardim Botânico na Gávea. Em 1926 o Jockey Club iniciou suas corridas neste que inicialmente denominou-se  Hipódromo Brasileiro, e que depois passou a ser denominado Hipódromo da Gávea. O Derby Club continuava com suas corridas no Prado Itamaraty, que passaram a ser preteridas em relação ao concorrente por apresentar uma programação enfraquecida , E com a necessidade do Jockey Club captar mais recursos as corridas passaram a ser simultâneas , com as duas entidades concorrendo pelas apostas no mesmo dia : o Derby , com patrimônio livre mas com diminuição das apostas e o Jockey  com bom volume de apostas mas que não cobriam o endividamento consequente a construção do novo hipódromo. Em 1932 os dois  principais clubes turfísticos da cidade do Rio de Janeiro fundiram-se constituindo o Jockey Club Brasileiro com corridas no Hipódromo Brasileiro, do Jockey Club,  construído na Gávea (rebatizado  Hipódromo da Gávea).